# Maripeae
Maripeae es una tribu de plantas con flores de la familia de las convolvuláceas que tiene los siguientes géneros.

## Géneros
- Dicranostyles, Maripa